# Robert Boyer (artiste)
Pour les articles homonymes, voir Robert Boyer (homonymie) et Boyer.
Robert "Bob" Boyer, né le 20 juillet 1948, et mort le 30 août 2004, est un artiste visuel canadien et professeur d'université d'héritage aborigène. Il est un artiste métis Cris connu pour ses peintures abstraites politiquement chargées.

## Vie et carrière
Robert Boyer a grandi à Prince Albert, en Saskatchewan et a obtenu un BEd du campus de Regina de l'Université de la Saskatchewan en 1971. Il a rejoint la communauté des arts de la Saskatchewan en 1973 et a travaillé sur la programmation communautaire à la Galerie d'art Norman MacKenzie (en) de Regina jusqu'au milieu des années 1970. Il était alors professeur de beaux-arts indiens à la Saskatchewan Indian Federated College (" SIFC " ) (maintenant l'Université des Premières Nations du Canada) , un collège fédéré de l'University of Saskatchewan, Regina Campus, plus tard, l'Université de Regina, jusqu'en 1997. Au cours de son passage à la SIFC, Boyer a tenu le rôle de Chef du Département des beaux-arts indien.

## Sélection d'expositions majeures (solo et collectives)
- Horses Fly Too, Norman MacKenzie Art Gallery, Regina, 1984.
- Bob Boyer: A Blanket Statement organized by the University of British Columbia Museum of Anthropology, Vancouver, 1988.
- In the Shadow of the Sun, The Canadian Museum of Civilization, Ottawa, 1988
- Shades of Difference: The Art of Bob Boyer, Edmonton Art Gallery, Edmonton, 1991.
- Indigena, The Canadian Museum of Civilization, Ottawa, 1992

## Honneurs
- Royal Canadian Academy of Arts[1]